# Katy Keene (seriál)
Katy Keene je americký komediálně-dramatický televizní seriál, natočený na motivy komiksů o Katy Keene vydavatelství Archie Comics. Autory seriálu, který je spin-offem seriálu Riverdale, jsou Roberto Aguirre-Sacasa a Michael Grassi. Vysílán byl v roce 2020 na stanici The CW, po první řadě byl zrušen.

## Příběh
Katy Keene má společně s dalšími třemi přáteli v plánu v New Yorku uskutečnit si své sny. Ona sama chce být módní návrhářkou, zatímco Josie McCoy se snaží prosadit na poli hudby, Ginger Lopez v oblasti herectví a Pepper Smith v podnikání.

## Obsazení
- Lucy Hale jako Katy Keene
- Ashleigh Murray jako Josie McCoy
- Katherine LaNasa jako Gloria Grandbilt
- Julia Chan jako Pepper Smith
- Jonny Beauchamp jako Jorge / Ginger Lopez
- Lucien Laviscount jako Alexander Cabot
- Zane Holtz jako K.O. Kelly
- Camille Hyde jako Alexandra Cabot

## Vysílání
| Řada | Díly | Premiéra v USA | Premiéra v USA  |
| Řada | Díly | První díl      | Poslední díl    |
| ---- | ---- | -------------- | --------------- |
| 1    | 13   | 6. února 2020  | 14. května 2020 |

Objednání Katy Keene oznámila televize The CW 7. května 2019. Ještě před jeho premiérou stanice 7. ledna 2020 oznámila, že objednala pro seriál dalších třináct scénářů. První díl Katy Keene byl na obrazovkách uveden 6. února 2020, poslední, třináctá epizoda první řady 14. května 2020. V červenci 2020 televize The CW oznámila, že seriál po první sérii zrušila.